# Hănțești (gmina)
Hănțești – gmina w Rumunii, w okręgu Suczawa. Obejmuje miejscowości Arțari, Berești i Hănțești. W 2011 roku liczyła 3607 mieszkańców.